# Lina Medina
Lina Medina   (Districte de Ticrapo, 23 de setembre de 1933) és la persona que, de manera confirmada, ha estat mare més jove. Va tenir el seu fill a l'edat de 5 anys, set mesos i 21 dies. Aquest cas va ser considerat per alguns com un frau però està força documentat i existeixen dues fotografies, una de l'embaràs i l'altre del mare i fill junts quan el nadó ja tenia 11 mesos.
Quan tenia 5 anys els seus pares la van portar a l'hospital pensant que estava afectada per un tumor en la zona abdominal, però els metges van determinar que Lina estava embarassada de 7 mesos. Un mes i mig després va tenir el seu fill per cesària, ja que la seva pelvis no estava prou desenvolupada. El nadó va pesar 2,7 kg i li van posar Gerardo de nom en honor d'un dels metges que va assistir al part. El seu cas va ser donat a conèixer internacionalment en la revista mèdica La Presse Médicale, incloent detalls com que la seva menarquia va ocórrer als dos anys i mig d'edat i els pits prominents ja els tenia als quatre anys amb una avançada maduració dels ossos. Lina mai va revelar qui era el pare del seu primer fill i el pare d'ella en va ser acusat i detingut per abús però en no haver-hi proves va ser alliberat Amb els anys Lina Medina es va casar amb Raúl Jurado amb qui va tenir el seu segon fill l'any 1972.
Gerardo va néixer sa, fins que va tenir 10 anys va ser criat com si Lina fos la seva germana, però va morir prematurament, als 40 anys d'una malaltia de la medul·la òssia.